# Вилнев
Вилнев (итал. Villeneuve) је насеље у Италији у округу Долина Аосте, региону Долина Аосте.
Према процени из 2011. у насељу је живело 372 становника. Насеље се налази на надморској висини од 667 м.

## Становништво
| 1931. | 1936. | 1951. | 1961. | 1971. | 1981. | 1991. | 2001. | 2011. |
| ----- | ----- | ----- | ----- | ----- | ----- | ----- | ----- | ----- |
| 928   | 954   | 1.035 | 1.017 | 925   | 962   | 1.017 | 1.082 | 1.236 |